# 까치수염
까치수염은 앵초과에 속하는 여러해살이풀이다. 한국·중국·일본·만주에 분포한다.

## 생태
높이 50-100cm이다. 원줄기는 원기둥 모양으로 끝부분에 붉은빛이 돌고 가지가 약간 갈라지거나 없다. 잎은 어긋나며 선상(線上) 긴 타원형이다. 잎 가장자리가 밋밋하며 양끝이 점차 좁아져서 밑부분이 잎자루처럼 되지만 잎자루는 없고, 가장자리와 뒷면에 털과 내선점이 있으며 표면에도 흔히 털이 있다. 꽃은 백색으로 6-8월에 피고 원줄기 끝에 옆으로 굽은 꽃차례가 달린다. 꽃받침잎은 좁은 달걀꼴 타원형이며 끝이 뭉툭하다. 꽃잎은 좁고 긴 타원형으로 꽃받침보다 4배 정도 길다. 씨방은 1개, 삭과는 둥글며 적갈색으로 익고, 어린순은 먹는다.

## 재배 및 관리
반그늘의 습한 곳에서 잘 자란다. 습기만 충분히 공급되면 양지에서도 견딘다. 습기가 많고 비옥한 땅에 심으면 땅속줄기가 마구 자라서 이웃 식물을 물리친다. 번식은 봄·가을에 포기나누기로 하는데, 씨뿌리기로도 쉽게 번식시킬 수 있다.

## 이용
어린잎은 식용으로 쓰고, 독특한 꽃 모양을 보기 위해 정원에 많이 심는다. 특히 그늘 때문에 고민하는 정원에 적격이다.